# Apagón de Brasil de 2023
El apagón de Brasil de 2023 fue un apagón eléctrico que ocurrió en Brasil el 15 de agosto de 2023 a las 8:30 horario de Brasilia (UTC-03:00). Interrumpió aproximadamente 19 gigavatios de carga eléctrica, lo que representaba aproximadamente el 27% de la carga total en ese momento.

## Causa
Según el Operador Nacional del Sistema Eléctrico (portugués brasileño: Operador Nacional do Sistema Elétrico, ONS), el apagón se produjo debido a la apertura de la red síncrona de área amplia entre las regiones norte y sureste de Brasil, en un circuito de 500 kilovoltios cerca de Imperatriz, Maranhão. Actualmente se desconoce la causa exacta del apagón y se está investigando.
El ministro de Minas y Energía, Alexandre Silveira, creó una cámara de crisis para investigar la causa del apagón.
Silveira pidió a la Policía Federal (PF) y a la Agencia Brasileña de Inteligencia (ABIN) que investiguen si el apagón fue provocado por la acción humana.

## Zonas afectadas
El apagón afectó al Distrito Federal y a todos los estados de Brasil, excepto Roraima.
La región norte fue la más afectada por el apagón, con una caída del suministro eléctrico del 83,8%, seguida por la región noreste, con una caída del 44,4%.

## Impacto

### Metros
Los metros de Brasil quedaronse interrumpidos por el apagón. En São Paulo, cinco líneas fueron interrumpidas. La línea 4-Amarilla del metro operaba entre las 8:30 y las 9:25, horario de Brasilia (UTC−03:00), con velocidad reducida. Los pasajeros del metro de São Paulo fueron orientados mediante avisos sonoros y agentes de apoyo y seguridad. En Salvador, Bahía, la línea del metro se detuvo y los pasajeros tuvieron que bajarse de los trenes y caminar sobre las líneas del metro.

### Agua
En Amapá, el suministro de agua fue suspendido debido al apagón.

### Escuelas
En Manaos, todas las escuelas se vieron afectadas por el apagón y los estudiantes despidieronse a las 8:30 horario amazónico (UTC-04:00) del 15 de agosto de 2023.

### Internet y telecomunicaciones
El apagón provocó la caída de los servicios de Internet y telecomunicaciones en Brasil en algunas zonas.

## Recuperación
Poco después del apagón se inició el proceso de restablecimiento de la electricidad. A las 9:16 se habían restablecido 6 gigavatios de energía.
La electricidad en las regiones sur y centro-oeste se restableció por completo a las 9:05 y 9:33, respectivamente.
A las 10:22 se restableció el 27% de la carga eléctrica en la región norte y el 68% en la región noreste, y a las 11:00 se restableció totalmente la electricidad en la región sureste.
Hasta las 12:30 horas, se restableció el 41% de la carga eléctrica en la región norte y el 85% en la región noreste.
A las 14:49 se restableció la electricidad en todas las regiones de Brasil.